# Josep Maria Argemí i Fontanet
Josep Maria Argemí i Fontanet (Sabadell, 28 de juliol de 1920 - Barcelona, 8 de gener de 1961) va ser un productor i realitzador de cinema català, creador d'Ediciones Cinematográficas Argemí, ECA Films, amb les quals va promoure algunes iniciatives cinematogràfiques de voluntat cultista.
Estudià enginyeria tèxtil però aviat es decantà pel cinema. L'èxit d'El Judas el 1952 el va portar a associar-se amb Ignasi F. Iquino, amb qui el 1955 va intentar produir La legión del silencio, que finalment fou produïda per yago Films i dirigida per José María Forqué i José Antonio Nieves Conde. Això el va moure a crear la seva pròpia productora, Ediciones Cinematográficas Argemí (ECA Films).
El 1959 va realitzar Cristina, una adaptació moderna del mite de Pigmalió, interpretada per Enric Guitart, que en aquell moment es trobava en el punt àlgid de la seva carrera. La cinta no va convèncer la crítica ni el públic general. L'any següent va produir un segon film,  Gaudí, amb el qual va dur a terme una recerca psicològica i històrica al voltant de la figura de l'arquitecte Antoni Gaudí. La cinta tenia un caràcter força realista i no va acabar de convèncer el públic de l'època, més avesat a pel·lícules sentimentals, encara que la crítica la va rebre més positivament que l'anterior. Va morir prematurament i la seva empresa fou traspassada a Josep Lluís Font.

## Premis
Medalles del Cercle d'Escriptors Cinematogràfics
| Any  | Categoria    | Pel·lícula | Resultat  |
| ---- | ------------ | ---------- | --------- |
| 1960 | Premi Jimeno | Gaudí      | Guanyador |